# Concilio de Zaragoza (592)
El Concilio de Zaragoza fue un concilio de la provincia Tarraconense celebrado en Zaragoza en primero de noviembre del año 592, durante el reinado de Recaredo, con el objetivo de resolver la situación en la que se encontraban los arrianos convertidos al catolicismo en el III Concilio de Toledo celebrado tres años antes. 
Estuvo presidido por el obispo metropolitano Artemio y concurrieron, además los obispos Sofronio de Egara, Esteban de Tarazona, Julián de Tortosa, Simplicio de Urgel, Asterio de Auca, Munimio de Calahorra, Liliolo de Pamplona, Máximo de Zaragoza, Juan de Gerona, Galano de Ampurias, Julián de Lérida, y los diáconos Antedio y Esteban diputados respectivamente por Gabino de Huesca y Aquilino de Ausona; nótese la ausencia de Ugnas de Barcelona y Froisclo de Tortosa, únicos obispos de la provincia que habían profesado el arrianismo antes de su conversión.
Hicieron en él tres cánones: 
- Los sacerdotes y diáconos convertidos del arrianismo podrían servir en la iglesia católica después de haber recibido de nuevo la bendición, si fueran puros en la fe y en las costumbres;
- Las reliquias veneradas por los arrianos deberían presentarse a los obispos para su examen;
- Las iglesias consagradas por obispos arrianos deberían serlo nuevamente por prelados católicos.